# Закон ночі
«Закон ночі» (англ. Live by Night) — американський кримінально-драматичний фільм 2016 року, знятий Беном Аффлеком за романом «Нічне життя» Денніса Лігейна. Прем'єра стрічки в Україні відбулась 12 січня 2017 року. Фільм розповідає про сина поліцейського, який заробляє бутлегерством під час сухого закону.

## У ролях
- Бен Аффлек — Джо Кофлін
- Ель Феннінг — Лоретта Фіггіс
- Ремо Джироне — Масо Пескаторе
- Брендан Глісон — Томас Кафлін
- Сієна Міллер — Емма Гоулд
- Кріс Мессіна — Діон Бартоло
- Зої Салдана — Граціелла Суарес
- Кріс Купер — Ірвінг Фіггіс
- Дж. Д. Евермор — Вірджил Біорґард
- Кларк Грегг — Кальвін Бордурант
- Ентоні Майкл Голл — Гері Л. Сміт